# Sân vận động Hòa Bình
Sân vận động Hòa Bình, tên chính thức là Sân vận động tỉnh Hòa Bình, là một sân vận động ở tỉnh Phú Thọ, Việt Nam. Sân có địa chỉ tại số 54 đường Trần Hưng Đạo, phường Hòa Bình, tỉnh Phú Thọ.
Chủ sở hữu của sân là Công ty Cổ phần Bóng đá Hòa Bình. Sân có sức chứa 3.600 người. Hiện tại, đây là sân nhà của Câu lạc bộ bóng đá Hòa Bình, câu lạc bộ sẽ thi đấu tại V-League 2 mùa giải 2023.

## Nâng cấp
Sau khi Câu lạc bộ bóng đá Hòa Bình được thành lập vào năm 2021, sân vận động Hòa Bình đã được cải tạo một loạt hạng mục từ mặt cỏ, khán đài, phòng thay đồ,... để phục vụ cho các trận đấu trên sân nhà của câu lạc bộ.